# Ventepenge
Ventepenge er kompensation der gives til afgåede ministre og tjenestemænd der fyres fra deres job.
Ydelsen til tjenestemænd gives i op til fem år, hvis deres stilling er blevet nedlagt uden at blive tilbudt andet job. Det blev afskafet i 1969, men gjaldt dog for tjenestemænd der blevet ansat før 1.7. 1969.